# Leptotrochila medicaginis
Leptotrochila medicaginis är en svampart som först beskrevs av Karl Wilhelm Gottlieb Leopold Fuckel, och fick sitt nu gällande namn av Schüepp 1959. Leptotrochila medicaginis ingår i släktet Leptotrochila och familjen Dermateaceae.  Arten är reproducerande i Sverige. Inga underarter finns listade i Catalogue of Life.